# 새뮤얼 곰퍼스

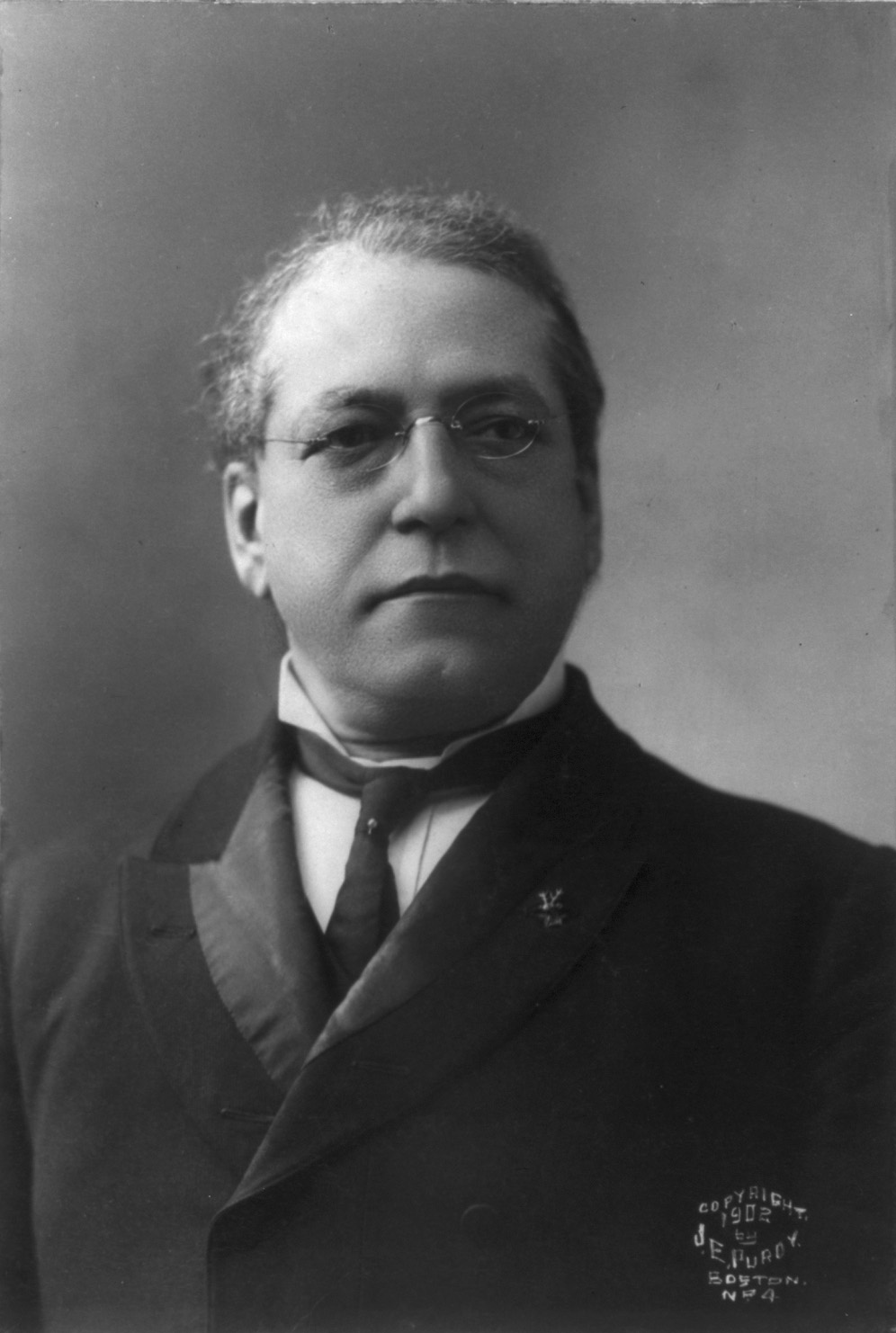

새뮤얼 곰퍼스(Samuel Gompers, né Gumpertz, 1850년 1월 27일 – 1924년 12월 13일)는 영국 태생의 미국 엽궐련 제조업체이자 노동조합 지도자이자 미국 노동 역사의 핵심 인물이었다. 곰퍼스는 미국노동연맹(AFL)을 설립하고 1886년부터 1894년까지, 그리고 1895년부터 1924년 사망할 때까지 이 조직의 회장을 역임했다. 그는 AFL을 구성하는 다양한 직종별 노동조합 간의 화합을 장려하고 관할권 분쟁을 최소화하려고 노력했다. 근로시간 단축과 임금 인상을 위해 철저한 조직화와 단체교섭을 추진했는데, 이를 노동해방의 첫걸음으로 여겼다.
AFL 회원 노조가 "친구를 선출"하고 "적을 물리치기" 위해 정치적 행동을 취하도록 장려했다. 정치에서 그는 주로 민주당원을 지지했고 때로는 지역 공화당원을 지지했다. 그는 중국 이민 반대 운동을 주도했다. 제1차 세계 대전 동안 Gompers와 AFL은 임금을 인상하고 회원을 확대하는 동시에 파업을 피하고 사기를 높이려고 전쟁 노력을 적극적으로 지원했다. 그는 반전 노동 단체, 특히 세계산업노동자연맹(IWW)에 강력히 반대했다.